# Trionymus myersi
Trionymus myersi är en insektsart som beskrevs av Mckenzie 1961. Trionymus myersi ingår i släktet Trionymus och familjen ullsköldlöss. Inga underarter finns listade i Catalogue of Life.